# Kathryn Morris
Kathryn Morris, född 28 januari 1969 i Cincinnati, Ohio, är en amerikansk skådespelare, främst känd i rollen som polisen Lily Rush i TV-serien Cold Case.

## Filmografi, i urval
- 1991 – Cool as Ice
- 1994 – Ljuva rättvisa (TV-serie) (1 avsnitt)
- 1997 – Livet från den ljusa sidan
- 1997–1998 – Pensacola - vingar av guld (TV-serie) (22 avsnitt)
- 1997 – Poltergeist (TV-serie) (1 avsnitt)
- 1998–1999 – Xena – Krigarprinsessan (TV-serie) (2 avsnitt)
- 1999 – Providence (TV-serie) (1 avsnitt)
- 1999 – Vad vinden sår
- 2001 – A.I. – Artificiell Intelligens
- 2001 – The Mind of the Married Man (TV-serie) (4 avsnitt)
- 2002 – Minority Report
- 2003–2010 – Cold Case (TV-serie) (156 avvsnitt)
- 2003 – Paycheck
- 2004 – Mindhunters
- 2019 – The Dirt